# Želivsko
Želivsko (en allemand : Selsen) est une commune du district de Svitavy, dans la région de Pardubice, en République tchèque. Sa population s'élevait à 36 habitants en 2024.

## Géographie
Želivsko se trouve à 4 km à l'est du centre de Březová nad Svitavou, à 15 km au sud-sud-est de Svitavy, à 72 km au sud-est de Pardubice et à 161 km à l'est-sud-est de Prague.
La commune est limitée par Rudná au nord et à l'est, par Slatina au sud-est, par Horní Smržov et Deštná au sud, et par Brněnec à l'ouest.

## Histoire
La première mention écrite de la localité date de 1317.

## Administration
La commune se compose de deux sections :
- Horákova Lhota
- Želivsko

## Transports
Par la route, Želivsko se trouve à 7 km de Březová nad Svitavou, à 20 km de Svitavy, à 88 km de Pardubice et à 202 km de Prague. 